# Francis Dubreuil (rose)
'Francis Dubreuil' est un cultivar de rosier obtenu en 1894 par le rosiériste français Dubreuil (qui lui donne son propre nom), gendre de Joseph Rambaux et beau-père d'Antoine Meilland. Cette variété fit sensation à son apparition et au tournant du siècle du fait de l'intensité de sa couleur. C'est un des rosiers thé les plus foncés. 

## Description
Ce rosier thé présente de grandes fleurs parfumées en coupe d'un rouge profond cramoisi. Leur pédoncule est plutôt faible. La floraison est généreuse et remontante.
Son buisson ne s'élève qu'à 100 cm environ, mais s'il est palissé il peut atteindre plus de hauteur. Il est érigé et possède un feuillage vert foncé. Il doit être traité contre l'oïdium et doit être taillé au tout début du printemps. Il résiste à des températures hivernales autour de -20°.
On peut l'admirer à l'Europa-Rosarium de Sangerhausen.